# NGC 527
NGC 527 est une vaste galaxie lenticulaire située dans la constellation du Sculpteur. NGC 527 a été découverte par l'astronome britannique John Herschel en 1834.

## Caractéristiques
Sa vitesse par rapport au fond diffus cosmologique est de 5 572 ± 55 km/s, ce qui correspond à une distance de Hubble de 82,2 ± 5,8 Mpc (∼268 millions d'al).

## Paire de galaxies?
La petite galaxie au sud de NGC 527 et PGC 5142 qui est aussi appelée NGC 527B. La distance entre les noyaux de ces galaxies est d'environ 50 secondes d'arc, soit 0,8 ′.
La distance de Hubble de PGC 5142 est égale à 83,4 ± 5,9 Mpc (∼272 millions d'al). Ces deux galaxies sont donc à peu près à la même distance de la Voie lactée et elles sont possiblement en interaction gravitationnelle.